# سعید کریمی (بازیگر)
سعید کریمی (متولد ۱۳۵۹) بازیگر ایرانی است. شهرت او بیشتر برای نقش بازیگری‌اش در مجموعه تلویزیونی بچه‌مهندس است.

## زندگی
کریمی از دوران نوجوانی بازیگری تئاتر انجام می‌داد و در سال ۱۳۷۸ با اینکه در دبیرستان رشته ریاضی فیزیک می‌خواند، در کنکور هنر شرکت کرد و در رشته تئاتر در دانشگاه پذیرفته شد. از همان سال وارد گروه‌های حرفه‌ای تئاتر شد و بازیگری دغدغه اصلی زندگی‌اش بود. در همان مقطع که وارد گروه‌های حرفه‌ای تئاتر شد، در چند فیلم کوتاه به عنوان بازیگر و دستیار کارگردان همکاری کرد، اما به صورت حرفه‌ای و رسمی از سال ۱۳۷۹ به‌عنوان دستیار یدالله صمدی وارد سینما شد.
او در سال ۱۳۸۲ با بنفشه صمدی ازدواج کرد و پسری به‌نام آروند دارد.

## آثار

### بازیگری
- پدر آن دیگری (۱۳۹۳)
- بچه مهندس (۱۳۹۸)

### مدیر برنامه‌ریزی و دستیاری کارگردان
- تاسیان (۱۴۰۳-۱۴۰۴)
- جنگل واژگون (۱۴۰۰)
- خورشید آن ماه (۱۳۹۹)
- بی‌حسی موضعی (۱۳۹۸)
- میلیونر میامی (۱۳۹۵)
- پدر آن دیگری (۱۳۹۳)
- کلانتری غیرانتفاعی (۱۳۸۷)
- شوق پرواز (۱۳۸۸-۱۳۹۰)
- تکم چی (۱۳۸۵)
- بانوی من(۱۳۸۰)
- میراث(۱۳۸۶)
- شهر آشوب (۱۳۸۳ تا ۱۳۸۴ )
- هفت سین (۱۳۹۱)
- بچه مهندس(۱۳۹۸)
- در میان ابرها (۱۳۸۴)